# Mónaco en los Juegos Olímpicos de Barcelona 1992
Mónaco estuvo representado en los Juegos Olímpicos de Barcelona 1992 por dos deportistas, un hombre y una mujer, que compitieron en dos deportes.
El portador de la bandera en la ceremonia de apertura fue el nadador Christophe Verdino. El equipo olímpico monegasco no obtuvo ninguna medalla en estos Juegos.